# 190.
190. je deseto desetletje v 2. stoletju med letoma 190 in 199. 